# Brušovec
Brušovec (německy Bruschowetz) je malá vesnice, část obce Herálec v okrese Žďár nad Sázavou. Nachází se asi 2 km na jihovýchod od Herálce. V roce 2009 zde bylo evidováno 6 adres. V roce 2001 zde trvale žilo 8 obyvatel. Brušovec byl k Moravskému Herálci připojen v roce 1850, do té doby tvořil samostatnou obec, vzniklou okolo sklárny, která později zanikla.
Brušovec leží v katastrálním území Herálec na Moravě o výměře 10,05 km2.

## Galerie

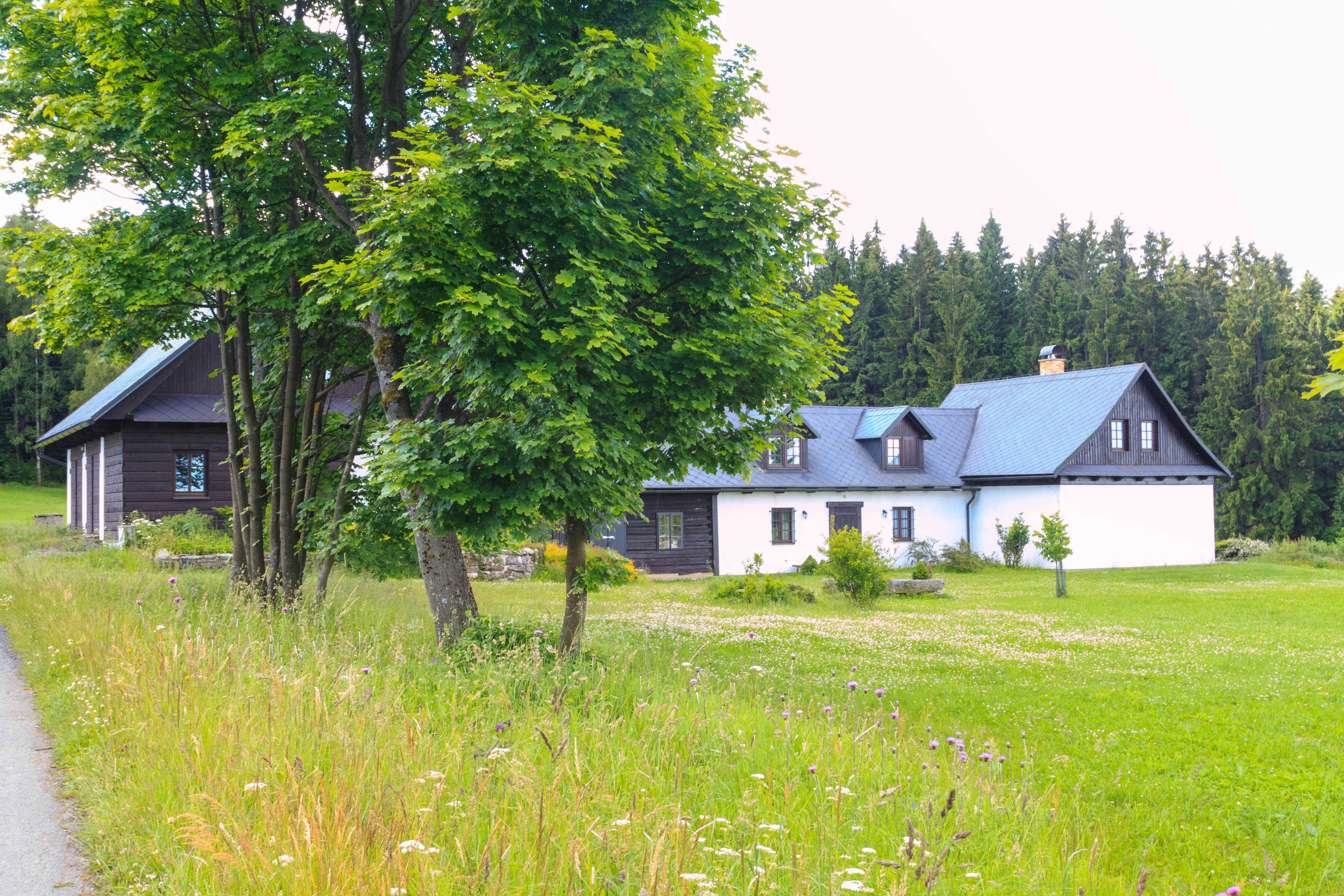
Brušovec č. 341
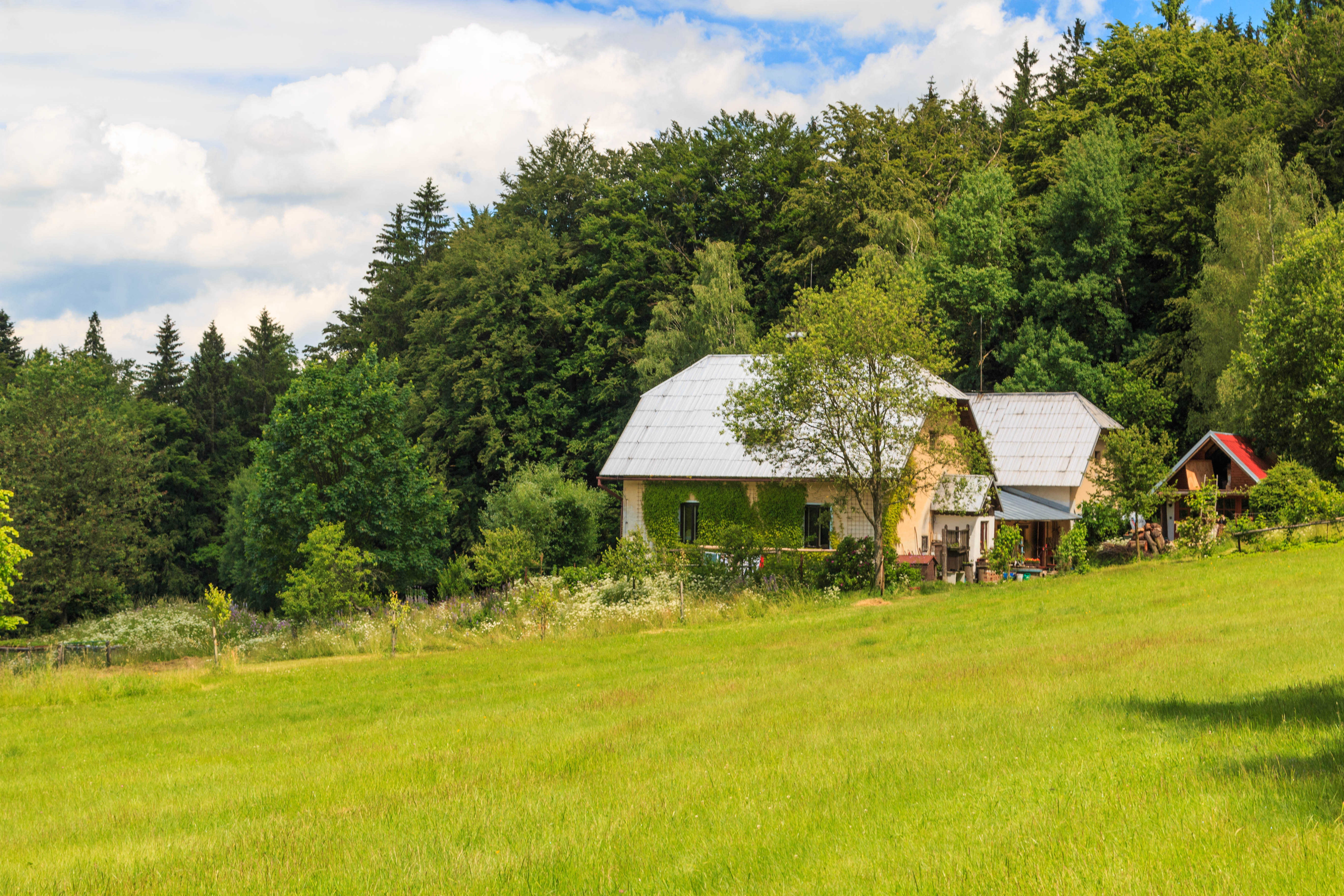
Brušovec čp. 343
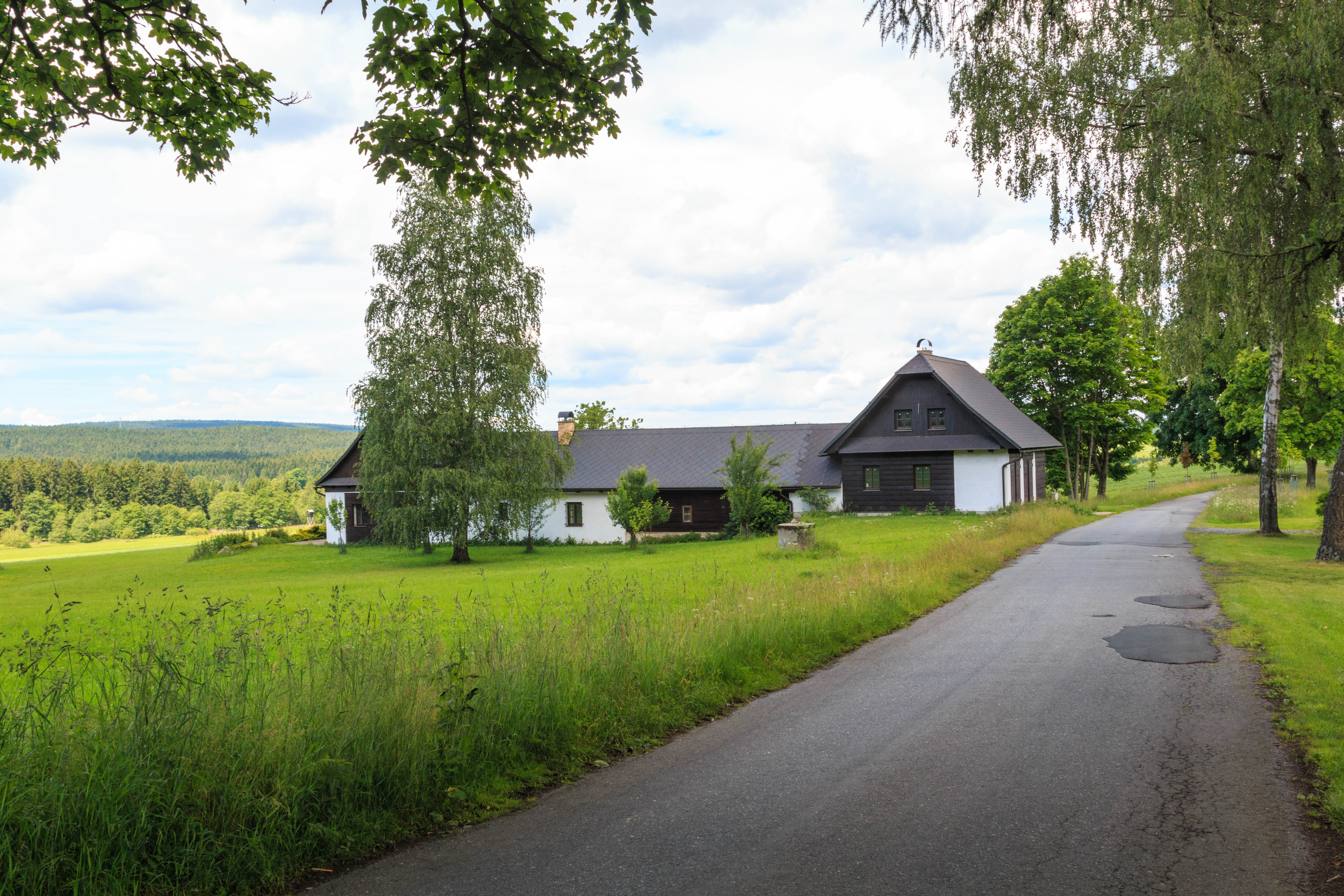
Brušovec č. 341